# Filippo Tommaso Marinetti
Filippo Tommaso Marinetti, (Aleksandrija, 22. prosinca 1876. – Bellagio, 2. prosinca 1944.), talijanski književnik.
Pjesnik, romanopisac i dramaturg, Marinetti se proslavio kao začetnik futurizma, prve među avangardama 20. stoljeća. U 11 točaka svojeg Manifesta futurizma, objavljenog u francuskim novinama Le Figaro 1909.g., on ustanovljuje novu etiku i estetiku, najavljuje poetiku koja će opjevati brzinu, stroj, opasnost, agresiju, odvažnost, te objavljuje rat prošlosti i tradiciji ("mi želimo uništiti muzeje, knjižnice, akademije svake vrste"). Uslijedili su i drugi manifesti od kojih je posljednji, Manifest futurističke fotografije, izašao 1930. godine.
Marinetti je pisao na talijanskom i francuskom jeziku. 